# ノージーのひらめき工房
『ノージーのひらめき工房』（ノージーのひらめきこうぼう）は、NHK教育テレビジョン（Eテレ）で2013年（平成25年）4月3日から放送されている4歳以上の子供向けの工作番組である。2015年度より字幕放送実施。

## 番組内容
本作は好奇心いっぱいの妖精ノージーたちが、人間界で見つけた面白い現象と素材をきっかけにして、自由な発想で個性あふれる作品を生み出していく内容である。
番組名「ノージーのひらめき工房」は略すとNHKになる。
本作にはスタジオパートとは別に、「わたしの描き方」や「ひとふであーと」といったミニコーナーが存在する。
このうち「わたしの描き方」はゲストが自分の仕事場や描き方を紹介する内容であり、描き方を紹介する場面では出演者を真上から撮影し、手元だけが映る構成がとられている。このコーナーの出演者は絵に携わる者を中心に選定されている。
一方、「ひとふであーと」は一筆書き、絵が苦手な子どもでも楽しめるような構成がとられている。

## 放送史
本作は1990年から2013年にかけて23年間放送された『つくってあそぼ』の後継番組として開始された。
2012年7月21日にパイロット版が放送され、2013年4月3日からレギュラー放送が開始された。
2017年4月5日より、これまでの放送内容をセレクトした5分版『ノージーのひらめき工房ミニ』が開始、2021年3月24日まで放送された。
2021年4月以降は対象を小学校低学年に拡大して、幼稚園・保育園向けは造形活動、小学校低学年は図画工作として位置づけられている。
2022年度より10分版となる『ノージーのレッツ!ひらめき工房』が開始。新規収録はこちらへ集約され、従来の15分版は2022年度のみ再放送のみ編成されたが2023年度から従来の15分版でも新作が再開された。

## キャスト
ノージー
声 - 古城望、操演 - AKKO（パイロット版）、古市次靖→上岡志輔子（レギュラー放送）
子どもが何かに面白さを見つけるとやってくる、ひらめきの妖精。顔は太陽の形で、水色の服を着ている。パイロット放送では、カオナシのようなデザインだった。一人称は「オレっち」。ひらめくと、瞳に「ひらめき星」が出る。名の由来は、英語で「知りたがり、好奇心の強い子」という意味の「NOSY」。
クラフトおじさん
声 - 西脇保 操演 ｰ山田はるか
工作に詳しいおじさん。紙を丸めたような姿をしている。ノージーたちに創作遊びの提案をしており、「ひらめき作品」を集めている。登場するときはゴミ箱の中から飛び出してくる。
シナプー
演 - フラナガン美乃里（2013年4月 - 2016年3月、グレー）、石井蓮（2013年4月 - 、水色）、藤井鈴大（2013年4月 - 2016年3月、ピンク）、藤井杏奈（2013年4月 - 、橙色）、ユマ・キャストン（2014年4月 - 、パープル）、星流（2015年4月 - 、オレンジ）、田野井健（2015年4月 - 、イエローで丸メガネ）、杉堀佑衣（2016年4月 - ）、松浦梨結（2016年4月 - ）
ひらめき工房に遊びに来る妖精達。子供のような姿だが、ひげを生やしており、しずく型の被り物をしている（出演者名の後のカッコ内はその被り物の色）。一人称は男の子（水色、ピンク、オレンジ、イエロー）は「僕」、女の子（グレー、橙色、パープル）は「私」。また、個人の名前はなく、全員「シナプー」と呼ばれている。
妖精
演 - 齋藤舞衣（藍色）、藤井鈴大（ピンク）、藤井杏奈（橙色）
パイロット版でノージーと一緒に工作をした妖精達で、名前は不明。ノージーがいないとつまらないらしい。シナプーとは衣装デザインが異なり、ひげも生やしていない。このうち齋藤以外の2人はレギュラー放送にも出演している。
タノチーミー
演 - チーミー
演じるチーミーは番組の音楽も担当しており、工作スキルを磨く歌も歌う。
モノクロ少女
演 - 蓬田裕理、酒井美夢、松本結衣、茂木ゆかり、イデオハナ、咲希、後藤由依良、グロスマン・マヤ、山崎杷子、フラナガン愛華
モノクロ少年
演 - 橋本智哉、久住健斗、佐藤斗逢、堀田啓二、大河原爽介、小松圭太朗、松浦理仁、山口祐輝、陣慶昭、高村佳偉人
少女
演 - 吉田華音（パイロット版）
上記少年少女は、番組冒頭とエンディングに登場。ノージーは彼らの目を通して面白いものを見つけてくる。
林家正楽、三谷純、楳図かずお、一条ゆかり、橘右之吉、ちばてつや、飯面雅子、錦野旦、高橋陽一、松田尚子、蛭子能収、林静一、のむらしんぼ、里中満智子、江川達也、山村浩二、ヤマザキマリ、鈴木のりたけ
紙細工等アートのコーナー担当など。

## 制作

### わたしの描き方
「わたしの描き方」の出演者の選定を担当している竹下は、ディレクターの郡司玲子との対談の中で、自分は子ども向けのイラストが好きなので、興味のある作家をまず調べるが、個人的な趣味だけでは偏ってしまうため、漫画やミュージックビデオに参加しているイラストレーターのほか、InstagramなどのSNS、そしてEテレの番組にも範囲を広げており、子どもの目線で選定することが重要であるとしつつも、ジャンルに偏りが出ないようにしていると話している。
一方、郡司は対談の中で、第1回放送分に出演した漫画家の楳図かずおを引き合いに出し、有名な作家をみなに知ってもらいたいという気持ちもあると述べている。また、郡司は漫画家の大暮維人が出演した際に大人の視聴者からSNS上での反響が大きかったことについて言及し、視聴者である子どもたちが大きくなって作品に触れた際の驚きにつながってほしいと期待を寄せている。これに対し、竹下は小さな子どもたちは漫画そのものに慣れていないため、そのような絵柄を見るのも新鮮だと思うと述べている。
電車で出演者の元へ向かうため、撮影にあたっては必要最低限の機材と人員に限られる。

### ひとふであーと
「ひとふであーと」では、線の動きの多さや多様性、そして誰でも真似できることがモチーフの選定条件となった。
たとえば第1回放送分の題材である「ワニ」の場合、ギザギザした線が多いため、背中の部分は大きくごつごつした感じに、歯の部分は細かく描くなど、特徴を意識したデザインとなった。また、感覚的に楽しんで描いてほしいという思いから、コーナー制作者の村下未空が実際に歌いながら擬音入りのラフを作ったという。

## 放送時間
| 期間                         | レギュラー放送       | 再放送               | 再放送               | 再放送 |
| ---------------------------- | -------------------- | -------------------- | -------------------- | ------ |
| 2013年4月3日 - 2014年3月29日 | 土曜日 07:30 - 07:45 | 水曜日 15:45 - 16:00 | 木曜日 09:50 - 10:05 |        |
| 2014年4月2日 - 2020年4月1日  | 土曜日 07:30 - 07:45 | 水曜日 15:45 - 16:00 | 月曜日 10:00 - 10:15 |        |
| 2020年4月4日 - 2021年3月31日 | 土曜日 07:30 - 07:45 | 水曜日 15:45 - 16:00 |                      |        |
| 2021年4月3日 - 2023年4月1日  | 土曜日 08:10 - 08:25 | 火曜日 16:15 - 16:30 |                      |        |
| 2023年4月7日 -               | 土曜日 07:30 - 07:45 | 金曜日 15:40 - 15:55 |                      |        |

### ノージーのひらめき工房ミニ
| 期間                | レギュラー放送       |
| ------------------- | -------------------- |
| 2017年度 - 2020年度 | 水曜日 17:40 - 17:45 |

### ノージーのレッツ!ひらめき工房
| 期間       | レギュラー放送       | 再放送               |
| ---------- | -------------------- | -------------------- |
| 2022年度   | 金曜日 07:20 - 07:30 | 月曜日 16:15 - 16:25 |
| 2023年度 - | 金曜日 08:25 - 08:35 | 木曜日 15:45 - 15:55 |

## 派生番組
『ノージーのひらめき工房・選』 - 2013年12月30日「お花を作ってかざろう！」

## 音楽
すべての作詞はNHKエデュケーショナル、作曲はCHI-MEYである
- ノージーのひらめき工房オープニングテーマ
- ノージーのひらめき工房エンディングテーマ
- かおソング1
- かおソング2
- かみのたいそう
- キリキリエ
- ぐちゃぐちゃ
- さがしてズッキューン！
- スータラサットン！
- ちょきちょきソング
- てづくりロック！
- のりマスター
- ひらめきカラーズ！
- ひらめきミュージアム
- まほうのことば
- みつけたよ！
- みんなのぐちゃぐちゃ
- らしさ
- レッツ！ひらめき

## スタッフ
- 人形操演 - 古市次靖、山田はるか
- 造形監修 - はらこうへい、いしかわ☆まりこ
- 構成 - ピエール杉浦
- アートディレクション - tupera tupera
- 人形美術 - ゴーゴープロダクション
- 衣装製作 - Atelier Inadome
- 音楽 - CHI-MEY
- 音響効果 - 安田桂一
- イラスト - Mogu Takahashi
- アニメーション - qmotri、姫田真武
- 文字デザイン - 岡田善敬
- 制作 - NHKエデュケーショナル
- 制作協力 - ビヨゴンピクチャーズ、CURIOUS PRODUCTIONS

## 関連商品

### 書籍
- NHKノージーのひらめき工房 レッツ！ひらめき工作ブック[18]
  - 発売日：2013年12月24日
  - 発売元：NHK出版
- NHKノージーのひらめき工房 ノージーのひまつぶしブック[19]
  - 発売日：2014年12月18日
  - 発売元：金の星社

### CD
- ノージーのひらめきミュージック〜音であそぼう！〜[20]
  - 発売日：2015年8月26日
  - 発売元：SMD itaku